# Dozyite
La dozyite (simbolo IMA: Doz) è un minerale molto raro della classe minerale dei "silicati e germanati" con composizione chimica Mg7Al2(Si4Al2)O15(OH)12. e quindi, da un punto di vista chimico, è un magnesio-alluminosilicato di alluminio con ioni idrossido aggiuntivi. Strutturalmente, la dozyite appartiene ai fillosilicati.

## Etimologia e storia
La dozyite è stata scoperta per la prima volta nei campioni di minerali provenienti dal giacimento di rame, oro e argento di Ertsberg-Ost, nella provincia di Papua Barat, nel centro della parte indonesiana dell'isola della Nuova Guinea Occidentale. L'analisi e la descrizione iniziale sono state effettuate da Sturges W. Bailey, Jillian F. Banfield, William W. Barker e George Katchan, che hanno chiamato il minerale in onore del geologo olandese Jean-Jacques Dozy (1908-2004). Aveva scoperto e dato il nome alla provincia di Ertsberg nel 1936.
Nel 1993, il team di mineralogisti di Bailey inviò i risultati dei test e il nome scelto all'Associazione Mineralogica Internazionale (IMA) (numero di registrazione IMA: 1993-042) per la revisione, che riconobbe la dozyite come specie minerale a sé stante. La prima descrizione fu pubblicata due anni dopo sulla rivista American Mineralogist.
Il campione tipo del minerale è esposto nel National Museum of Natural History di Washington con il numero di catalogo 170825.

## Classificazione
Nella Sistematica dei lapis (Lapis-Systematik) di Stefan Weiß la dozyite è elencata nella classe dei "silicati" e da lì nella sottoclasse dei "silicati stratificati"; questa è ulteriormente suddivisa, e la dozyite si trova nella sezione dei "silicati stratificati simili alla mica con gruppi [Si4O10]4- e strutture correlate; gruppo del serpentino" dove forma il sistema nº VIII/H.27 insieme ad amesite, antigorite, berthierine, brindleyite, carlosturanite, crisotilo, cronstedtite, fraipontite, greenalite, guidottiite, karpinskite, caryopilite, kellyite, lizardite, népouite e pecoraite.
La nona edizione della sistematica minerale di Strunz, che è stata aggiornata l'ultima volta dall'IMA nel 2009, elenca la dozyite nella classe "9. Silicati (germanati)" e da lì nella sottoclasse "9.E Fillosilicati"; questa è ulteriormente suddivisa in modo che la dozyite possa essere trovata in base alla sua struttura nella sezione "9.EC Fillosilicati con fogli di mica, composti di reti di tetraedri e ottaedri" dove insieme a brinrobertsite, kulkeite, lunijianlaite, rectorite, saliotite, corrensite, tosudite, karpinskite, aliettite e idrobiotite forma il sistema nº 9.EC.60.
Tale classificazione è mantenuta anche nell'edizione successiva proseguita dal database "mindat.org" e chiamata Classificazione Strunz-mindat.
Anche la sistematica dei minerali secondo Dana, che viene utilizzata principalmente nel mondo anglosassone, classifica la dozyite nella classe dei "silicati e germanati" e lì nella sottoclasse dei "minerali fillosilicati". Qui si trova insieme ad aliettite, corrensite, glagolevite, kulkeite, lunijianlaite, rectorite, saliotite e tosudite nel "gruppo alternato clorite-smectite" con il sistema nº 71.04.02 all'interno della sottosezione "fillosilicati: strati di anelli a sei membri, alternati 1:1, 2:1 e ottaedrici".

## Chimica
Nella composizione idealizzata (teorica) della dozyite (Mg7Al2(Si4Al2)O15(OH)12), il minerale è costituito da un totale di sette atomi di magnesio, quattro atomi di alluminio e quattro atomi di silicio, 27 atomi di ossigeno e 12 atomi di idrogeno per unità di formula. Ciò corrisponde a una frazione di massa (percentuale in peso) di 20,39% in peso di magnesio, 12,93% in peso di alluminio, 13,46% in peso di silicio, 51,77 in peso di ossigeno e 1,45 in peso di idrogeno o sotto forma di ossido 33,81% in peso di ossido di magnesio (MgO), 24,44% in peso di ossido di alluminio (Al2O3), 28,80% in peso di silice (SiO2) e 12,95% in peso di acqua (H2O).
Tuttavia, un totale di 19 analisi con microsonda sul materiale tipo di Dozyite ha prodotto valori medi che si discostano dalla formula ideale di 34,74% in peso di ossido di magnesio (MgO), 20,29% in peso di ossido di alluminio (Al2O3), 29,69% in peso di silice (SiO2) e 12,20 in peso di acqua (H2O), nonché impurità aggiuntive di 1,63% in peso di ossido ferroso (FeO) (con Fe2+) o 1,81% in peso di ossido ferrico (Fe2O3) (con Fe3+), 0,04% in peso di ossido di calcio (CaO), 0,07% in peso di ossido di sodio (Na2O) e 0,18% in peso di cloro (Cl).
Dopo aver sottratto i bassi livelli di calcio, sodio e cloro, che sono considerati impurità, e aver assegnato il resto ad una formula strutturale basata su 42 cariche positive (14 per il serpentino e 28 per la clorite), dai valori si ottiene la formula empirica:
{\displaystyle {\ce {(Mg_{7,33}Al_{1,59}Fe^{2+}_{0,19})^{+1,81}_{9,11}(Si_{4,20}Al_{1,80})^{-1,80}_{6,00}O_{15}(OH)_{12}}}}
in presenza di ferro bivalente (ossido ferroso, FeO), oppure:
{\displaystyle {\ce {(Mg_{7,29}Al_{1,55}Fe^{3+}_{0,19})^{+1,80}_{9,03}(Si_{4,18}Al_{1,82})^{-1,82}_{6,00}O_{15}(OH)_{12}}}}
in presenza di ferro trivalente (ossido ferrico, (Fe2O3)).
Le formule empiriche sono state idealizzate dai primi descrittori della formula menzionata all'inizio.

## Abito cristallino
La dozyite cristallizza nel sistema monoclino nel gruppo spaziale Cm (gruppo nº 8) con i parametri reticolari a = 5,323(3) Å, b = 9,214(9) Å, c = 21,45(2) Å e β = 94,43(6)° oltre a due unità di formula per cella unitaria.

## Origine e giacitura
Nella sua località tipo, la miniera di rame-oro-argento di Ertsberg-Ost (miniera di Grasberg) in Indonesia, la dozyite è stata trovata in skarn alterato, dove era in paragenesi con amesite, anidrite, antigorite, calcite, calcopirite, dolomite, clinocloro, magnesite e pseudomorfismi di lizardite e crisotilo-forsterite e altre fasi serpentino-clorite.
La dozyite è una formazione minerale molto rara che è stata rilevata solo in pochi campioni. In tutto il mondo, sono stati documentati solo altri tre siti oltre alla sua località tipo: nello skarn "Loma Marcelo" della provincia di Buenos Aires (Argentina), sono stati trovati condrodite, fluorite, quarzo, spinello, zircone e vari serpentini oltre alle già citate associazioni calcite, dolomite e clinocloro. Nelle miniere e nelle miniere a cielo aperto di Nikka Vord nell'area di Baltasound e Haroldswick sull'isola Unst (Scozia). La "miniera di cromo di Wood" nella contea di Lancaster (Pennsylvania, Stati Uniti) che nell'ambiente della mineralogia è nota non solo per la rara dozyite, ma anche per gli eccezionali ritrovamenti di brucite.

## Forma in cui si presenta in natura
La dozyite sviluppa forme cristalline idiomorfe, ben formate, con un habitus tabulare. Nella sua forma pura, la dozyite è incolore e trasparente. Tuttavia, a causa della rifrazione multipla dovuta a difetti del reticolo o alla formazione policristallina, di solito è bianco traslucido o assume un colore da verde pallido a viola pallido a causa di miscele estranee. Il colore del suo striscio è bianco.